# RS-030
Pour les articles homonymes, voir Route 30.
La RS-030 est une route locale de l'État du Rio Grande do Sul localisée dans la mésorégion métropolitaine de Porto Alegre qui part de Gravataí, à l'embranchement avec la RS-118, et va jusqu'à Tramandaí, à 98,690 km, où elle rejoint la RS-786. Elle traverse les communes de Gravataí, Glorinha, Santo Antônio da Patrulha, Osório et Tramandaí.